# Нешоба
Окръг Нешоба (на английски: Neshoba County) е окръг в щата Мисисипи, Съединени американски щати. Площта му е 1481 km², а населението – 29 087 души (1 април 2020). Административен център е град Филаделфия.